# Forte de São Francisco Xavier de Piratininga
O Forte de São Francisco Xavier de Piratininga, também conhecido como Forte de São Francisco Xavier da Barra ou simplesmente como Forte de Piratininga, localiza-se na enseada de Inhoã, na cidade de Vila Velha, próximo a Vitória, no estado brasileiro do Espírito Santo.
Estrategicamente erguido na base do morro da Penha, tinha a missão de defesa da barra sul da baía de Vitória, no litoral da antiga Capitania do Espírito Santo.

## História

### Antecedentes
Acredita-se que foi junto ao morro da Penha que o donatário da Capitania do Espírito Santo, Vasco Fernandes Coutinho, teria construído uma pequena fortificação para a defesa de suas gentes, desde 1535. Esta fortaleza, entretanto, não teria durado muito tempo.
Por volta de 1674 ou 1675, o baiano Francisco Gil de Araújo adquiriu a Capitania do Espírito Santo a Antônio Luís Gonçalves da Câmara Coutinho, por 40 mil cruzados. Durante a sua administração (1678-1682), entre as melhorias que promoveu no tocante à defesa, fez iniciar as obras desta fortificação (op. cit., p. 160), cujas obras prosseguiam em 1702 e ainda se encontravam inacabadas em 1705. Estava artilhado com dez peças de diversos calibres. A direção das obras ficou a cargo do Capitão-mor Francisco Ribeiro que, em 1703, deixou o Forte adiantado. Em 1705, entretanto, ainda em obras, teria sofrido investidas de corsários ingleses e holandeses.

### A fortaleza da barra

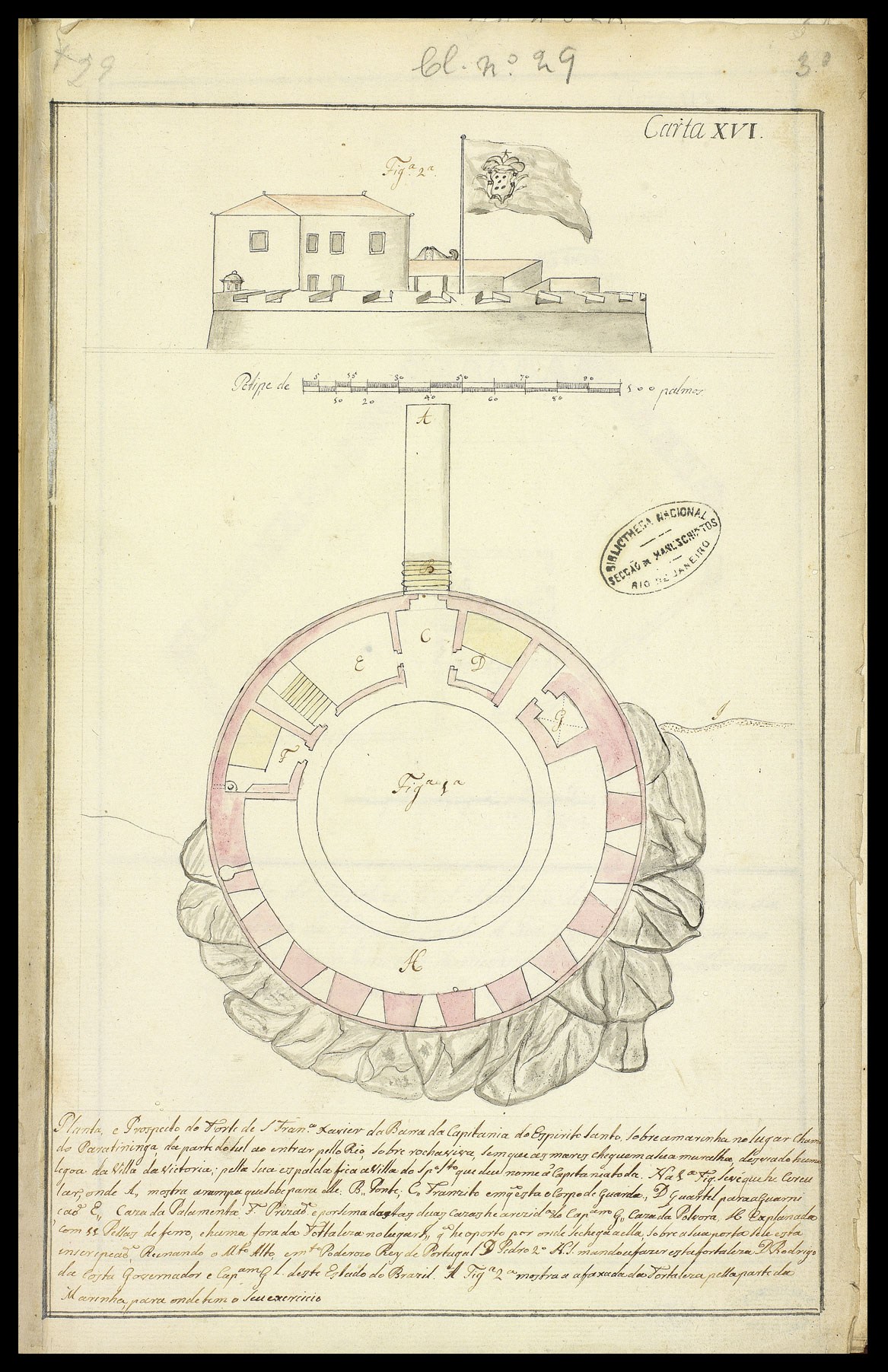
Planta da Fortaleza de São Francisco Xavier da Barra em 1801

Esta estrutura recebe o nome de Fortaleza de São Francisco Xavier de Piratininga, também conhecida como Fortaleza da Barra, tendo sido construída em 1702, por determinação do governador-geral D. Rodrigo da Costa (1702-1705).
O Vice-rei e Capitão General de Mar e Terra do Estado do Brasil, D. Vasco Fernandes César de Meneses (1720-1735), comissionou o Engenheiro Nicolau de Abreu Carvalho para proceder aos reparos necessários às fortificações da baía do Espírito Santo, entre as quais esta. As obras teriam tido lugar a partir de 1726, quando teria recebido planta no formato circular, artilhada com quinze peças.
Em 1767 passou por novas reformas. A planta dessa data (IHGB, Rio de Janeiro), apresenta estrutura no formato circular, com quinze peças em canhoneiras. Sobre o seu terrapleno erguia-se a Casa de Comando, edifício assobradado de dois pavimentos. O acesso ao forte era feito através de uma rampa no exterior.
O Mapa das Fortificações do Império de 1857, classificou-a como de 3ª Classe. Cedida ao Ministério da Marinha para servir como Armazém em 2 de junho de 1862, posteriormente foi melhorada, tendo abrigado a primeira Escola de Aprendizes-Marinheiros do Espírito Santo, tendo como seu primeiro comandante o Capitão-tenente José Lopes de Sá. Com a extinção deste estabelecimento em 1866.

### Do século XX aos nossos dias
À época da República Velha, pelo Decreto-Legislativo n° 1.654, de 13 de junho de 1907, as instalações do antigo forte foram ampliadas para a instalação da nova Escola de Aprendizes-Marinheiros do Espírito Santo, inaugurada a 1 de abril de 1909, também de efêmera duração, de vez que foi extinta em 1913.
De volta para a responsabilidade do Ministério da Guerra em 10 de novembro de 1919, este lhe anexou um moderno aquartelamento, onde sediou o 3º Batalhão de Caçadores do Exército brasileiro.
Atualmente o antigo forte integra as dependências do 38º Batalhão de Infantaria do Exército ("Batalhão Tibúrcio"), carinhosamente apelidado de a unidade mais naval do Exército brasileiro. As visitas devem ser marcadas com antecedência, com o setor de Comunicação Social.

## Características
A recordação da passagem do forte pelas mãos da Marinha do Brasil encontra-se fixada na balaustrada composta de âncoras, em uma escada na parte interna do forte e pelo mastro de marinha.

Em um relatório feito por Dionísio Carvalho de Abreu em 1724, lê-se a seguinte descrição:
Fortaleza da Barra de São Francisco Xavier: em forma de círculo, situada na barra da baía do Espírito Santo, possuindo nove peças de artilharia, sendo uma de calibre dezesseis e as restantes de calibre oito. Havia mais duas peças desmontadas e a murada estava bastante danificada.
Junto com a planta da fortaleza feita em 1801 por Luís dos Santos Vilhena, é possível ler:
Planta e Prospecto do Forte de S. Fran.co Xavier da Barra da Capitania do Espirito Santo sobre a marinha no lugar chamado Paratininga, da parte do Sul ao entrar pello Rio, sobre a rocha viva, sem que os mares cheguem a sua muralha, Separado huma legoa da Villa da Vitoria, pella sua espalda [de encosto por detrás] fica a Villa do Spirito Santo que deu nome a Capitania toda. Na 1ª Figa se ve que he circular, onde A., mostra a rampa que sobe para elle. B., Ponte, C,, Transito em q.e esta o Corpo de Guarda., D quartel para a guarnição E,, Caza da Palamenta. F Prisão e por sima dellas duas casas he a rezid.a do Cap.am G,, Casa de Polvora, H Explanada com 11 Pessas de ferro, e huma fora da Fortalesa no lugar I, q.e he o porto por onde se chega a ella, sobre a sua porta se le esta inscripção Reinando o Mt.o Alto, … Poderoso Rey de Portugal D. pedro 2º A. I. mandou a fazer esta fortaleza Rodrigo da Costa Governador e Capitam General deste Estado do Brazil. A Figura aª mostra a faxada da Fortaleza pella parte da Marinha para onde tem o seu exercicio.